# سیارک ۹۲۲۰۹
سیارک ۹۲۲۰۹ (به انگلیسی: 92209 Pingtang، نامگذاری:1999YS17)۹۲۲۰۹مین سیارک کشف شده‌است که در ۲۶ دسامبر ۱۹۹۹ کشف شد.